# کارول میکلوش
کارول میکلوش (اوکراینی: Карло Владиславович Мікльош؛ ۲۱ ژوئن ۱۹۱۵ – ۳۱ مهٔ ۲۰۰۳) بازیکن فوتبال اهل اوکراین بود.